# Sopra (muziek)
Sopra is een muziekterm die op diverse zaken betrekking kan hebben.
In pianomuziek komt de aanduiding 'sopra' soms voor om, in geval van spelen met gekruiste armen, aan te geven welke hand bovenlangs moet spelen, tegenover sotto (onderlangs). In deze betekenis wordt 'sopra' overigens regelmatig met de term m.d. (mano dextra of main droite) en/of m.s. (main gauche) of m.s. (mano sinistra) gecombineerd.
Ook komt de term 'come sopra' voor, welke aangeeft dat men moet spelen of zingen 'als boven', dus op de wijze waarop een voorgaand gedeelte is uitgevoerd.